# U-339
U-339 — средняя немецкая подводная лодка типа VIIC времён Второй мировой войны.

## История
Заказ на постройку субмарины был отдан 17 декабря 1940 года. Лодка была заложена 7 июля 1941 года на верфи Нордзееверке в Эмдене под строительным номером 211, спущена на воду 30 июня 1942 года. Лодка вошла в строй 25 августа 1942 года под командованием оберлейтенанта Георга-Вильгельма Бассе.

### Командиры
- 25 августа 1942 года — 17 мая 1943 года капитан-лейтенант Георг-Вильгельм Бассе
- 18 мая 1943 года — 23 февраля 1945 года оберлейтенант цур зее Вернер Ремус

### Флотилии
- 25 августа 1942 года — 1 марта 1943 года — 8-я флотилия (учебная)
- 1 марта — 1 апреля 1943 года — 11-я флотилия
- 1 апреля 1943 года — 1 марта 1945 года — 22-я флотилия (учебная)

### История службы
Лодка не совершала боевых походов, успехов не достигла. Затоплена в ходе операции «Регенбоген» 3 мая 1945 года близ Вильгельмсхафена, в районе с координатами 53°31′ с. ш. 08°10′ в. д..

### Атаки на лодку
- 26 марта 1943 года лодка была сильно повреждена шестью глубинными бомбами с британского самолёта типа «Каталина». Полученные повреждения вынудили прервать поход и вернуться на базу в Тронхейм, после чего U-339 была выведена из числа боевых лодок и 9 апреля прибыла в Киль для использования в учебных целях.